# Belly of the Beast
Belly of the Beast (Brasil: Resgate sem Limites / Portugal: Tentação sem Limites) é um filme de 2003 do gênero ação. O longa é estrelado por Steven Seagal e Byron Mann.

## Sinopse
Há 10 anos, Jake Hopper (Steven Seagal) trabalhava como agente da CIA na Tailândia. Até que um dia, uma missão em que ele e seu parceiro Sunti (Byron Mann) estavam encarregados de cuidar termina tragicamente. Ele pede demissão e volta para os Estados Unidos, onde recomeça a vida e cria sua filha Jessica (Sara Malakul Lane). Sunti parte em busca de redenção e se torna um monge budista. Quando a filha de Jake e uma amiga chamada Sarah (Elidh MacQueen) são sequestradas durante um passeio na Ásia a dupla aposentada de agentes se vê obrigada a voltar à ativa. Os dois irão enfrentar um grupo de fundamentalistas islâmicos conhecidos como Abu Karaf.